# Eunice (cantante)
Heo Soo-yeon (hangul: 허수연; Busan, 2 de septiembre de 1991), más conocida por su nombre artístico Eunice, es una cantante y actriz surcoreana. Fue miembro del grupo femenino surcoreano DIA.

## Biografía
Estudió en la Universidad de Artes de Seúl; Departamento de Baile. Antes de ser trainee solía trabajar en un café.

## Carrera musical

### Predebut: Jewelry y MYNAME
Eunice fue trainee de Star Empire Entertainment antes de debutar. La primera vez que fue vista por el público fue en 2012, apareciendo en el video musical de MYNAME titulado "Message", en 2013 hizo otras 2 apariciones en los videos musicales de: "Shirayuki" y "We Are The Night".
En el año 2014, Eunice fue agregada al grupo de Star Empire, Jewelry, bajo su nombre real: Soo-Yeon. Sin embargo, nunca hizo su debut oficial en el grupo participando solamente en algunas promociones no-oficiales.

### 2015: Debut oficial en DIA
Después de haber firmado con la compañía MBK Entertainment, hizo su debut oficial con el grupo DIA en el 2015 junto a Cho Seung-hee, exintegrante de Five Dolls, debutando como vocalista y bailarina principal del grupo. Después de la salida de Seunghee en el 2016 se convirtió en la nueva líder del grupo, sin embargo, pocos meses después le cedió su liderazgo a la miembro Huihyeon.

### 2017: Debut de Subunidad BCHCS
En el 2017, Eunice debutó en una subunidad de DIA llamada BCHCS con un álbum titulado "Love Generation" y el sencillo "LO OK". La subunidad está conformada por las integrantes Eunice, Huihyeon, Yebin, Chaeyeon y Somyi.

## Discografía
- Discografía de DIA